# پرونده‌های ایکس
اِکس فایلز یا پرونده‌های ایکس یا پرونده‌های مجهول (به انگلیسی: The X-Files)، نام یک مجموعه تلویزیونی علمی-تخیلی و اکشن ساخت آمریکا می‌باشد که بر اساس نوشته‌های کریس کارتر، فیلم‌نامه‌نویس آمریکایی تولید شده است. این سریال از ۱۰ سپتامبر ۱۹۹۳ تا ۱۹ مه ۲۰۰۲ در شبکه فاکس روی آنتن رفت. داستان سریال دربارهٔ پرونده‌هایی غیر طبیعی است به فاکس مولدر و دینا اسکالی داده می شود.
اکس فایلز، یکی از بهترین سریال‌های آمریکایی در سال‌های اخیر است. این سریال برندهٔ جوایز بسیاری از جمله جوایز گلدن گلوب و جوایز امی شد. دو فیلم سینمایی نیز از روی این سریال ساخته شده که با فروش خوبی مواجه شده‌اند.

## خلاصه داستان
داستان سریال درباره فاکس مولدر و دِینا اسکالی، مأموران بخش اِکس فایلز اف‌بی‌آی است که به اتفاقات و پرونده‌های حل نشده و ماوراء الطبیعه رسیدگی می‌کنند. این دو نفر، همچنین تلاش می‌کنند تا جلوی توطئه افراد بانفوذی که در دولت ایالات متحده آمریکا، سعی در نقض حقوق مردم و فریب دادن آن‌ها را دارند بگیرند و از اسرار و حقایق مربوط به یوفوها و موجودات فرازمینی سر در بیاورند. مولدر و اسکالی، در این راه با مشکلات و خطرات بسیاری مواجه می‌شوند.